# Ambroxol
Ambroxol là một loại thuốc phá vỡ đờm, được sử dụng trong điều trị các bệnh về đường hô hấp liên quan đến nội tạng hoặc chất nhầy quá mức. Gần đây, một giả thuyết cho rằng nó có thể có vai trò tiềm năng trong điều trị bệnh xương khớp, bệnh Parkinson và các bệnh phổ biến khác của các bệnh liên quan lão hóa liên quan đến rối loạn chức năng tự kỷ. Ambroxol thường được dùng như một thành phần hoạt chất trong xi-rô ho.
Nó được cấp bằng sáng chế vào năm 1966 và được đưa vào sử dụng y tế vào năm 1979.

## Sử dụng trong y tế
Ambroxol được chỉ định là "liệu pháp điều trị bí mật trong các bệnh phế quản phổi liên quan đến việc tiết chất nhầy bất thường và vận chuyển chất nhầy bị suy yếu. Nó thúc đẩy quá trình thanh thải chất nhầy, tạo điều kiện cho việc thở ra và giảm bớt ho hiệu quả, cho phép bệnh nhân thở tự do và sâu ".

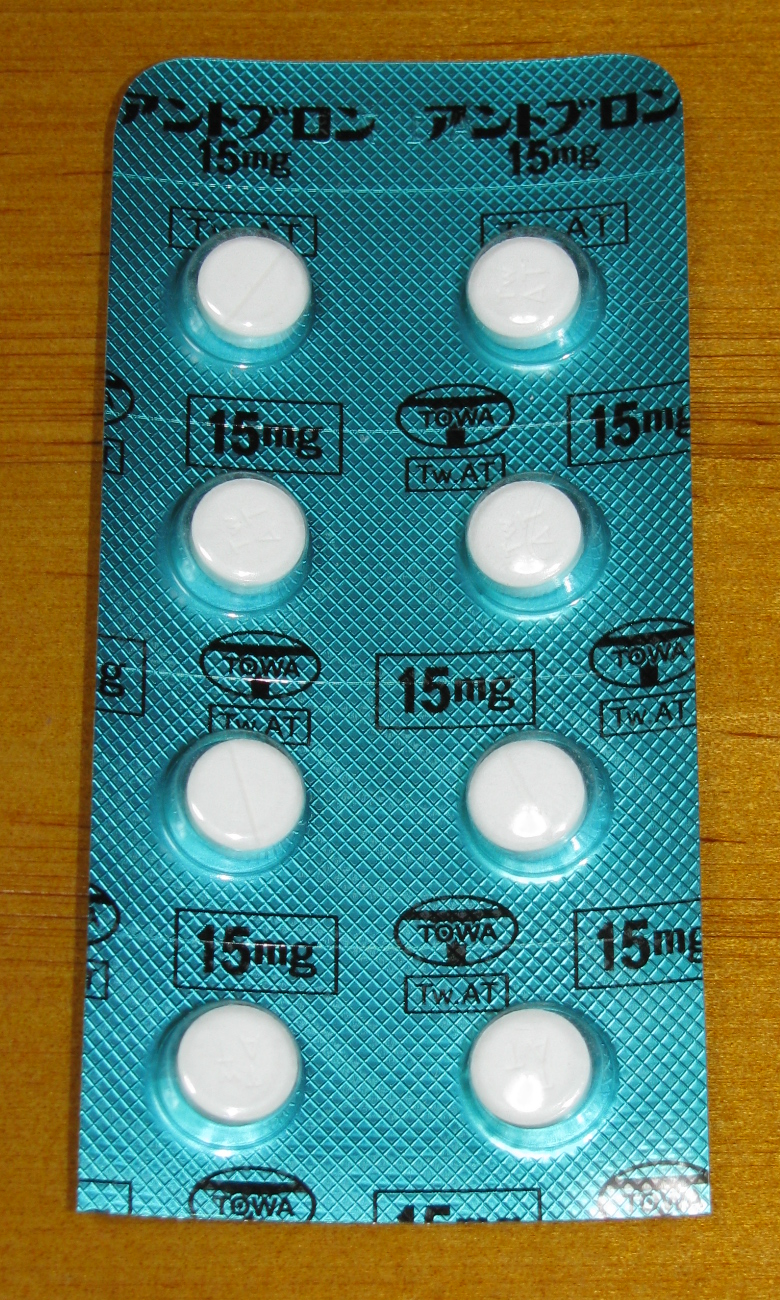
Viên nén Ambroxol hydroclorua tại Nhật Bản

Có nhiều công thức khác nhau được phát triển kể từ lần ủy quyền tiếp thị đầu tiên vào năm 1978. Ambroxol có sẵn như xi-rô, viên nén, kẹo khử, bột khô gói, dịch hít, thuốc nhỏ và ống tiêm cũng như viên sủi.
Ambroxol cũng cung cấp giảm đau trong viêm họng cấp tính. Đau trong viêm họng là dấu hiệu đặc trưng của viêm họng cấp tính. Đau họng thường là do nhiễm virus. Nhiễm trùng là tự giới hạn và bệnh nhân hồi phục bình thường sau một vài ngày. Điều khiến bệnh nhân bận tâm nhất là cơn đau liên tục ở cổ họng tối đa khi bệnh nhân nuốt phải. Mục tiêu chính của điều trị là do đó để giảm đau. Tài sản chính của ambroxol để điều trị đau họng là tác dụng gây tê cục bộ, được mô tả đầu tiên vào cuối những năm 1970, nhưng được giải thích và xác nhận trong công trình gần đây.

## Tác dụng phụ
Các thử nghiệm thực địa cho đến nay vẫn chưa phát hiện ra các chống chỉ định cụ thể của ambroxol. Tuy nhiên, cần thận trọng cho bệnh nhân bị loét dạ dày, và không nên sử dụng trong ba tháng đầu của thai kỳ.

## Cơ chế hoạt động
Chất này tác động lên màng nhầy, khôi phục cơ chế thanh thải sinh lý của đường hô hấp (đóng vai trò quan trọng trong cơ chế bảo vệ tự nhiên của cơ thể) thông qua một số cơ chế, bao gồm phá vỡ đờm, kích thích sản xuất chất nhầy và kích thích tổng hợp và giải phóng chất hoạt động bề mặt viêm phổi loại II. Surfactant hoạt động như một yếu tố chống keo bằng cách giảm sự bám dính của chất nhầy vào thành phế quản, trong việc cải thiện sự vận chuyển của nó và trong việc bảo vệ chống lại nhiễm trùng và các tác nhân gây kích ứng.
Ambroxol là một chất ức chế mạnh các kênh Na+ của tế bào thần kinh. Khách sạn này đã dẫn đến sự phát triển của một viên ngậm chứa 20 mg ambroxol. Nhiều nghiên cứu lâm sàng tiên tiến  đã chứng minh hiệu quả của ambroxol trong việc giảm đau trong viêm họng cấp tính, khởi phát nhanh chóng, với tác dụng kéo dài ít nhất ba giờ. Ambroxol cũng chống viêm, giảm đỏ trong đau họng.
Ambroxol gần đây đã được chứng minh là làm tăng hoạt động của enzyme lysosomal glucocerebrosidase. Bởi vì điều này có thể là một tác nhân trị liệu hữu ích cho cả bệnh Gaucher và bệnh Parkinson.
Gần đây, người ta cũng chứng minh rằng ambroxol kích hoạt quá trình ngoại bào của lysosome bằng cách giải phóng calci từ các cửa hàng calci của tế bào axit. Điều này xảy ra bằng cách khuếch tán ambroxol vào lysosome và trung hòa pH lysosomal. Cơ chế này rất có thể chịu trách nhiệm về tác dụng làm tan mỡ của thuốc, nhưng cũng có thể giải thích hoạt động được báo cáo trong bệnh Gaucher và Parkinson.
Cả ambroxol và thuốc bromhexine mẹ của nó đã được chứng minh là gây ra bệnh tự kỷ ở một số loại tế bào, và ambroxol đã được chứng minh là có tác dụng điều trị rifampicin trong mô hình bệnh lao thông qua tác dụng điều trị của vật chủ.

## Tên thương hiệu
Nó là thành phần hoạt động của Mucosolvan, Mucobrox, Mucol, Lasolvan, Mucoangin, Surbronc, Ambolar và Lysopain.